# 크리스티나 스카비아
크리스티나 스카비아(Cristina Scabbia, 1972년 6월 6일 ~ )는 이탈리아의 싱어송라이터, 작사가이다. 밴드 라쿠나 코일의 보컬로 이름을 알렸다.